# Godfrey Newbold Hounsfield

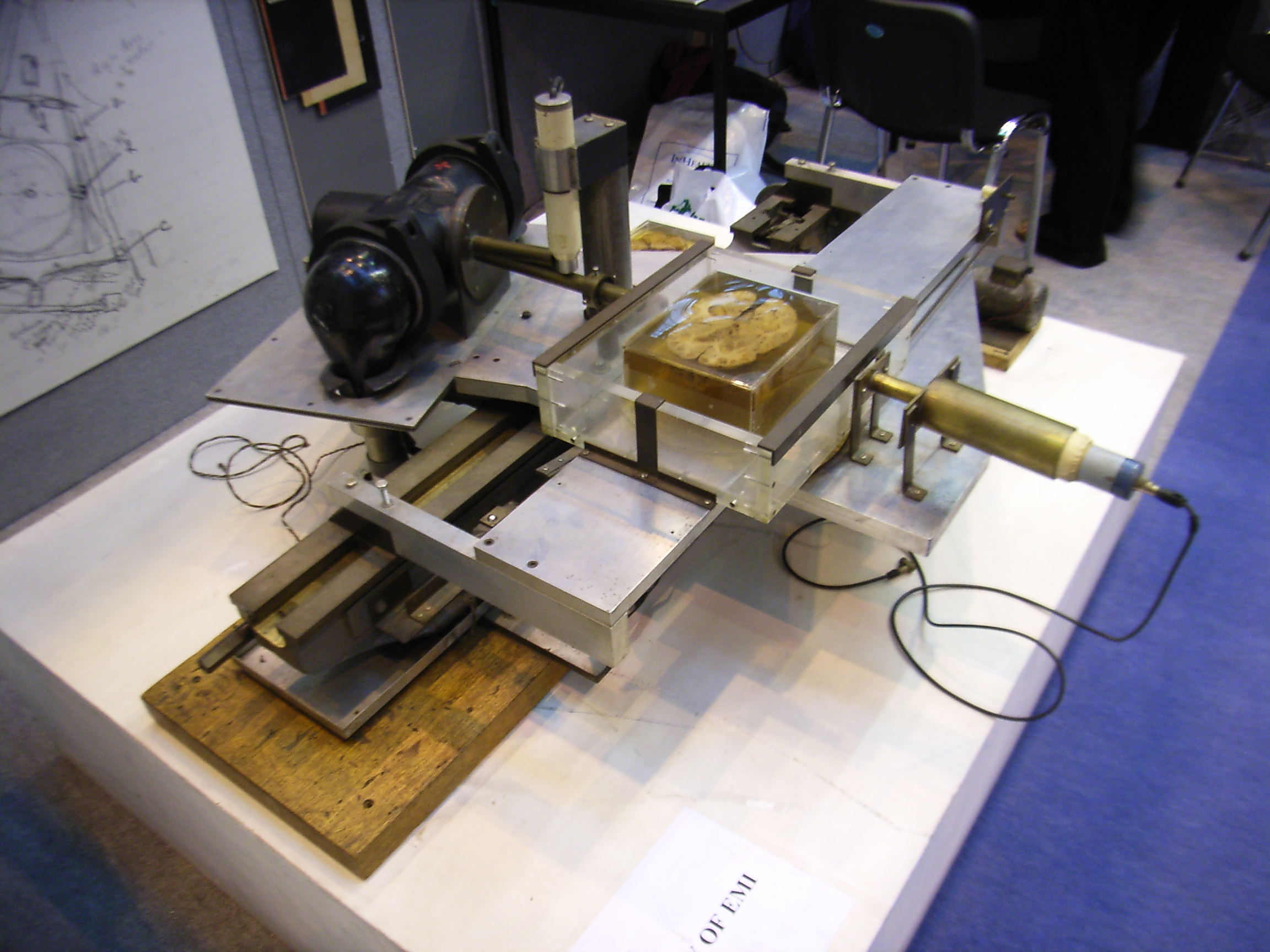
Prototipo del escáner CT

Godfrey Newbold Hounsfield (Newark, Gran Bretaña; 28 de agosto de 1919 - 12 de agosto de 2004) fue un ingeniero electrónico inglés.
Fue el menor de cuatro hermanos y paso su infancia en la granja propiedad de su padre. Recibió su educación básica en el Magnus Grammar School de Newark y durante la Segunda Guerra Mundial se alistó como voluntario reservista en la RAF tras lo cual pasó a ser instructor de mecánicos de radar en el Royal College of Science de la RAF en South Kensigton y posteriormente en la Cranwell Radar School.
Al finalizar la guerra se matricula en el Colegio de Ingenieros de Londres, y después de conseguir la diplomatura ingresa en la empresa discográfica EMI en 1951, donde se dedicó al desarrollo del radar y armas guiadas. En 1958 lideró el diseño y construcción del primer ordenador completamente trasistorizado de Gran Bretaña, el EMIDEC 1100.
Fue el director del equipo que consiguió el primer prototipo aplicable de Tomografía axial computarizada, siendo por tanto el inventor del escáner aplicado a la medicina. En 1967 Allan M. Cormack publica sus trabajos sobre la TAC siendo el punto de partida de los trabajos de Hounsfield, que consigue diseñar su primer aparato que requería que la parte del cuerpo a estudiar estuviera envuelta en una bolsa de agua.
Obtiene el Premio Nobel de Fisiología o Medicina, compartido con Cormack en 1979.